# Marcin Czerkasow
Marcin Czerkasow (ur. 1981 w Szczecinie) – polski poeta, wydawca.

## Życiorys
Ukończył filozofię na UAM w Poznaniu. Studiował również edytorstwo. Autor arkusza Płonące ciasteczko (Poznań 2006), zbioru Fałszywe zaproszenia (Poznań 2008), Przede wszystkim zniszczenia (Poznań 2014), Mountain View (Poznań 2022) oraz Belgijskie rozwiązania (Poznań 2024). Pisze, a także przekłada teksty poświęcone współczesnej sztuce wizualnej. Jego teksty krytyczne, szkice i wiersze ukazywały się na łamach takich periodyków, jak: „FA-art”, „Pro Arte”, „Topos”, „Akant”, „Arte-Fakt”, „Nowy Wiek”, „Portret”, „Witryna Czasopism”, „Odra”, „Obieg”, „Magazyn Punkt” (Galeria Miejska Arsenał, Poznań). W latach 2005–2007 redagował zin literacki „Blitz”. Założyciel oficyny wydawniczej Disastra Publishing.
Laureat IX Konkursu Poetyckiego o Laur Klemensa Janickiego (2001). Stypendysta Marszałka Województwa Wielkopolskiego w dziedzinie literatury (2014). W 2023 roku został laureatem 18. Nagrody Literackiej GDYNIA za tom wierszy Mountain View. W 2005 otrzymała nominację do Wrocławskiej Nagrody Poetyckiej Silesius za tom Belgijskie rozwiązania.

## Poezja
- Płonące ciasteczko (Poznań, 2006)
- Fałszywe zaproszenia (Wydawnictwo Wojewódzkiej Biblioteki Publicznej i Centrum Animacji Kultury w Poznaniu, Poznań 2008)
- Przede wszystkim zniszczenia (Disastra Publishing, Poznań, 2014)
- Mountain View (Wydawnictwo Wojewódzkiej Biblioteki Publicznej i Centrum Animacji Kultury w Poznaniu, Poznań 2022)
- Belgijskie rozwiązania (Wydawnictwo Wojewódzkiej Biblioteki Publicznej i Centrum Animacji Kultury w Poznaniu, Poznań 2024)

## Przekłady
- Eric Paul, Miejsce, w którym można wybuchnąć (2018)